# 静边镇
静边镇，是中华人民共和国四川省达州市渠县下辖的一个乡镇级行政单位。2019年12月，撤销青丝乡和鹤林镇，将原青丝乡白鹤村、原白兔乡和原鹤林镇所属行政区域划归静边镇管辖。

## 行政区划
静边镇下辖以下地区：
静边社区、沙嘴村、梨村、爱国村、金星村、五爱村、永乐村、春光村、官渡村、桂花村、红花村、龙山村、白泥村、山坡村和双鹅村。